# Oye mujer
Oye mujer es el primer álbum de estudio del cantante mexicano Raymix, lanzado el 16 de febrero de 2018 en México, bajo el sello discográfico de Universal Music y Fonovisa. Raymix compuso todas las canciones del disco.
Se compone de 13 temas y contiene canciones del género electrocumbia y trance. El álbum fue nominado para el Premio Billboard y ganó un Latin AMAs en 2019 en la categoría de Álbum favorito del Regional mexicano.

## Antecedentes
En 2015 «Oye mujer» se hizo viral por los tianguis del Estado de México, por lo que Raymix ganó rápidamente popularidad. Más tarde den 2018, cuando Raymix ya había firmado con la discográfica Universal Music Latin Entertainment, el sencillo se remezclo y se relanzó a dueto con el cantante colombiano Juanes.

## Versiones
El 18 de mayo de 2018 una versión de lujo fue publicada, este álbum incluye el éxito remezclado con Juanes «Oye mujer», además contiene 20 canciones en total, entre ellas 4 temas inéditos.

## Lista de canciones
- Edición estándar[3]

| Oye mujer |                                   |          |  |
| N.º       | Título                            | Duración |  |
| 1.        | «Oye mujer»                       | 4:19     |  |
| 2.        | «Primer beso»                     | 4:11     |  |
| 3.        | «¿Dónde estarás?»                 | 3:51     |  |
| 4.        | «Ángel malvado»                   | 5:05     |  |
| 5.        | «Dime amor»                       | 4:18     |  |
| 6.        | «Perdóname»                       | 5:41     |  |
| 7.        | «Oye mujer (extended mix)»        | 4:42     |  |
| 8.        | «Primer beso (extended mix)»      | 5:45     |  |
| 9.        | «Primer beso (cinematic versión)» | 3:43     |  |
| 10.       | «¿Dónde estarás? (extended mix)»  | 5:40     |  |
| 11.       | «Dime amor (electro remix)»       | 3:14     |  |
| 12.       | «Hey there»                       | 3:41     |  |
| 13.       | «Oye mujer (cinematic versión)»   | 2:52     |  |

- Edición Deluxe

| Oye mujer - (Deluxe Edition) |                                                  |          |  |
| N.º                          | Título                                           | Duración |  |
| 14.                          | «El círculo»                                     | 3:08     |  |
| 15.                          | «Superstar»                                      | 3:35     |  |
| 16.                          | «El gato chicharrón»                             | 2:58     |  |
| 17.                          | «Oye mujer (remix)» (con Sheeqo Beat)            | 2:50     |  |
| 18.                          | «¿Dónde estarás?» (con El Dusty)                 | 3:00     |  |
| 19.                          | «Dime amor (remix)» (Con Alpha Force y Twinrush) | 3:14     |  |
| 20.                          | «Sola» (con Atl Garza)                           | 2:29     |  |
| 21.                          | «Oye mujer» (con Juanes)                         | 4:10     |  |

## Listas

### Semanales
| País           | Lista                             | Mejor posición |
| -------------- | --------------------------------- | -------------- |
| Estados Unidos | US Regional Mexican (Billboard)   | 3              |
| Estados Unidos | US Heatseekers (Billboard)        | 7              |
| Estados Unidos | US Tropical (Billboard)           | 9              |
| Estados Unidos | US Top Álbumes Latino (Billboard) | 14             |

## Certificaciones
| País           | Organismo certificador | Certificación             | Ref.   |
| -------------- | ---------------------- | ------------------------- | ------ |
| México         | AMPROFON               | Platino                   | [ 13 ] |
| Estados Unidos | RIAA                   | 2× Multi-Platino (Latino) | [ 14 ] |

## Premios y nominaciones
| Entrega           | Año  | Categoría                            | Nominados | Resultado |
| ----------------- | ---- | ------------------------------------ | --------- | --------- |
| Premios Billboard | 2019 | Álbum del año del Regional mexicano  | Oye mujer | Nominado  |
| Latin AMAs        | 2019 | Álbum favorito del Regional mexicano | Oye mujer | Ganador   |